# Vuelta Ciclista del Uruguay 1987
La 44.ª edición de la Vuelta Ciclista del Uruguay se disputó entre el 10 y el 19 de abril de 1987.

## Etapas
| Etapa | Fecha       | Recorrido                  | Ganador (equipo)                      |
| 1.ª   | 10 de abril | Montevideo-Florida         | Gustavo de los Santos (España-La Paz) |
| 2.ª   | 11 de abril | Florida-Trinidad           | Antonio Quintero (Fed. de Cuba)       |
| 3.ª   | 12 de abril | Trinidad-Paysandú          | Roberto Muñoz (Fed. de Chile)         |
| 4.ª   | 13 de abril | Paysandú-Salto             | José Maneiro (Belo Horizonte)         |
| 5.ª   | 14 de abril | Salto-Tacuarembó           | Sergio Sartore (Fénix)                |
| 6.ª   | 15 de abril | Tacuarembó-Melo            | Juan Eduardo Ikatch (Punta del Este)  |
| 7.ª   | 16 de abril | Contrarreloj en Melo (CRI) | Federico Moreira (Amanecer)           |
| 8.ª   | 17 de abril | Melo-Treinta y Tres        | Rúben Campanioni (Fed. de Cuba)       |
| 9.ª   | 18 de abril | Treinta y Tres-Maldonado   | José Maneiro (Belo Horizonte)         |
| 10.ª  | 19 de abril | Maldonado-Montevideo       | Rúben Campanioni (Fed. de Cuba)       |

### Clasificación individual
| Pos. | Ciclista              | Equipo                 | Tiempo           |
| ---- | --------------------- | ---------------------- | ---------------- |
| 1.º  | José Asconeguy        | Club Ciclista Amanecer | 35 h 43 min 27 s |
| 2.º  | Federico Moreira      | Club Ciclista Amanecer | a 1 min 13 s     |
| 3.º  | Antonio Quintero      | Cuba                   | a 2 min 14 s     |
| 4.º  | Alcides Echeverri     | España-La Paz          | a 3 min 17 s     |
| 5.º  | José Maneiro          | Belo Horizonte         | a 3 min 26 s     |
| 6.º  | Rúben Campanioni      | Cuba                   | a 3 min 44 s     |
| 7.º  | Gustavo de los Santos | España-La Paz          | a 3 min 51 s     |
| 8.º  | Carlos García         | Club Ciclista Maroñas  | a 4 min 00 s     |
| 9.º  | Pedro Paiz            | Punta del Este         | a 4 min 14 s     |
| 10.º | Nazario Pedreira      | Belo Horizonte         | a 4 min 54 s     |

### Clasificación por equipos
| Pos. | Equipo                 | Tiempo            |
| ---- | ---------------------- | ----------------- |
| 1.º  | Federación de Cuba     | 107 h 19 min 48 s |
| 2.º  | España-La Paz          | a 3 min 44 s      |
| 3.º  | Club Ciclista Amanecer | a 4 min 31 s      |